# Лангенхорст (Ямельн)
Лангенхорст — район муніципалітету Ямельн у Обʼєднанній громаді в окрузі Люхов-Данненберг у Нижній Саксонії.

## Географія
Місце знаходиться за два кілометри на схід від Ямельна. Річка Єцель тече на захід.

## Історія
У Статистичному довіднику Королівства Ганновер на 1848 рік задокументовано 13 житлових будинків з 91 мешканцем. Того часу це місце належало до Масшфогтей (масшевого округу) амту Данненберг.